# Npj Genomic Medicine
npj Genomic Medicine è una rivista scientifica ad accesso aperto e sottoposta a revisione paritaria che pubblica articoli su vari aspetti della genomica e sulla sua applicazione in medicina.
Fondata nel 2016, è pubblicata dalla Springer Nature.

## Perimetro editoriale
npj Genomic Medicine pubblica articoli sugli aspetti medici della genomica. Le aree tematiche includono: fenotipo integrativo, data mining e intelligenza artificiale, informatica e  nuove tecnologie, ecc.
I formati di pubblicazione sono: articoli di ricerca, brevi comunicazioni, commenti, editoriali, articoli di revisione, ecc.
A partire dal 2022, il caporedattore è Stephen W. Scherer (Hospital for Sick Children e del McLaughlin Centre dell'Università di Toronto).

## Indicizzazione
Gli abstract e gli articoli della rivista sono indicizzati da:
- SCOPUS[4]
- Journal Citation Reports
- Google Scholar
- DOAJ[5]

Secondo il Journal Citation Reports, nel 2021 la rivista ha ricevuto un fattore di impatto pari a 7,355 nel 2021. Nel 2025 ha avuto un indice H pari a 46.